# 五股楊梅高架道路
五股楊梅高架道路，又稱五股楊梅高架橋，簡稱五楊高架，是臺灣中山高速公路（簡稱中山高）五股至楊梅之間的高架拓寬路段，乃中山高速公路第二個高架拓寬路段，全長38.4公里，核定計畫經費新台幣882億元，完工結算實際經費584億。2009年11月21日動工，工期原計四到五年，後列入馬英九政府的擴大內需振興經濟方案，工期則壓縮為三年，於2013年4月20日全線通車，紓解中山高桃園路段長久以來嚴重的交通堵塞問題。
2015年7月，「國道1號五股至楊梅段拓寬工程計畫」榮獲國際道路協會所頒「GRAA全球道路成就獎」設計類首獎。並於同年9月18日，在土耳其伊斯坦堡舉行之第一屆IRF歐洲及中亞區域會議中進行頒獎儀式。
五楊高架落成後，緩解了北台灣的車潮，隨後部分民眾要求將五楊高架延伸至苗栗縣，以改善現行新竹路段車多的情形，即楊梅頭份高架道路。

## 計畫緣起

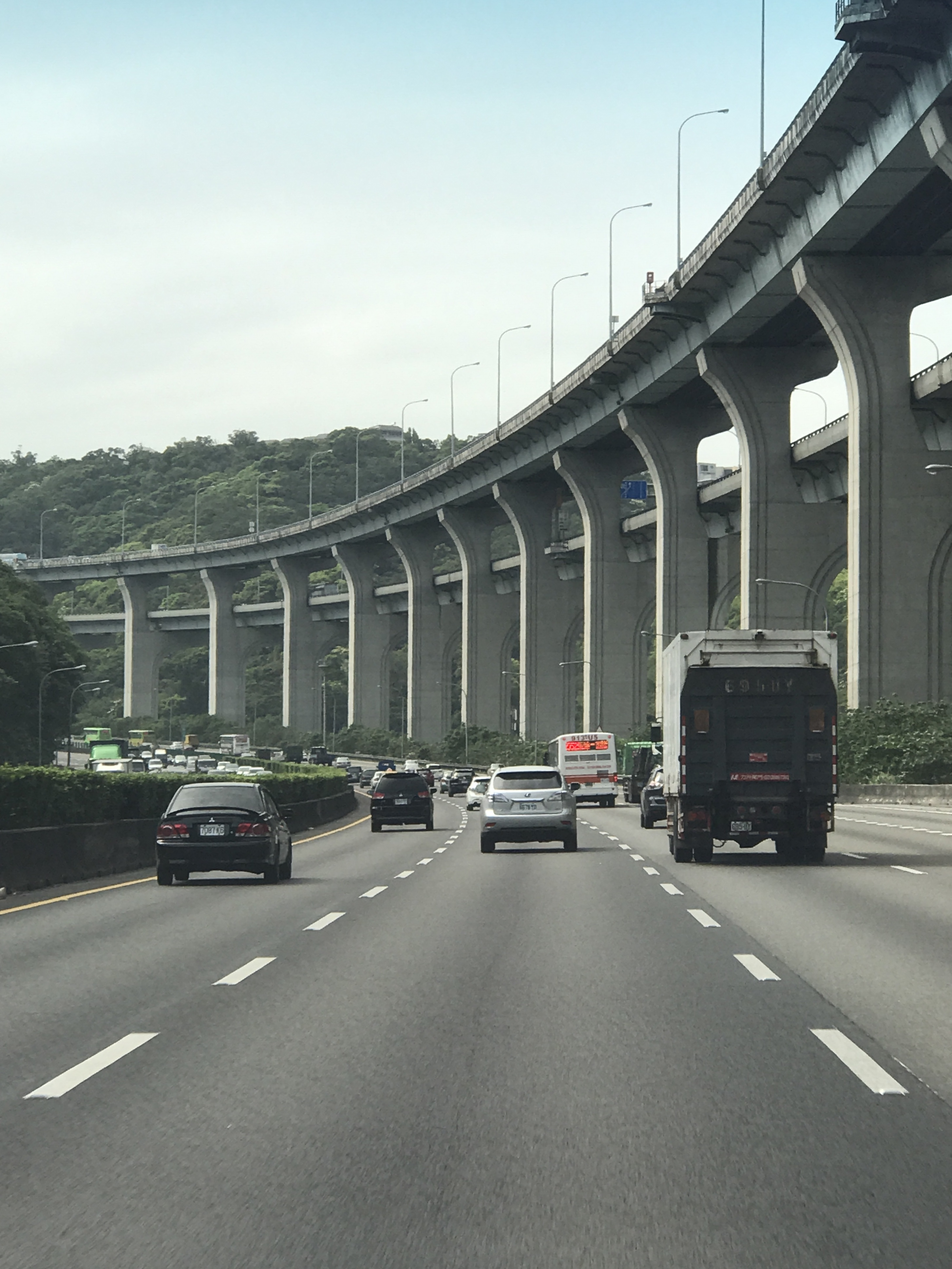
單柱雙層的五楊高架泰山段

國道1號（中山高速公路）於1978年全線通車，帶動1980年代以來臺灣經濟之發展。國道一號在北臺灣連接中華民國首都同時亦是臺灣政經中心的臺北市與科技中心的新竹市，串連沿線科技產業聚落，並聯結基隆港、臺灣桃園國際機場，不但是臺灣經濟命脈之所在，更是臺灣與國際間之出入門戶。
近年來，桃園地區重大開發建設計畫及交通建設陸續進行，吸引大量人口就業及居住。而國道1號行經桃園、內壢、中壢、平鎮、楊梅等精華地區，由於高速公路的舒適與便捷，除長程通過性交通外，短程交通亦大量被民眾利用，造成國道1號五股至楊梅段之道路服務水準下降，不但影響區域之發展，更不利國家整體競爭力，因此極需研擬改善對策。
鑑此，交通部臺灣區國道高速公路局（今交通部高速公路局）於2004年7月完成前期計畫「桃園地區（高、快速公路及交流道聯絡道路）整體路網運輸供需及路網建設推動之探討」，其中探究國道1號五股至楊梅路段壅塞的主要原因包括：
1. 交織頻繁，造成主線交通容量折減；
2. 交流道間距小、干擾大；
3. 車道遞減佈設及路段容量不足；
4. 交流道與聯絡道回堵主線；
5. 替代道路服務水準不佳；

因上列原因，故建議五楊段應拓宽改善，高公局續於2008年8月完成「國道1號五股至楊梅段拓寬工程可行性研究」作業，2008年6月9日環境影響說明書經行政院環境保護署環境影響評估審查委員會審議「有條件通過」，2008年11月11日可行性研究報告奉行政院原則同意。本工程建設計畫嗣經高公局陳報交通部於2008年11月27日轉陳行政院，並於2009年2月3日奉行政院核復原則同意，並加速推動。
另本工程於2009年2月4日奉交通部指示由交通部臺灣區國道新建工程局接辦，並以2009年2月9日為業務移交基準日。交通部官員指出，五楊段在2004年規劃階段，預估經費為488億，但因為環評未過只好重新規劃，等到終於通過環評，已過了四、五年，而國內物價在這段期間內波動最劇烈，營造業物價指數上漲約40%，再加上要縮短3年工期、改變施工方法、增加二次跨越主線長橋，因此計劃經費調整核定為882億。但在實際執行過程中，國工局採用大標段發包、預鑄節塊工法、統整管遷等控制時程風險的策略，有效降低工程成本，完工結算實支經費為584億，較原核定費用節省298億。

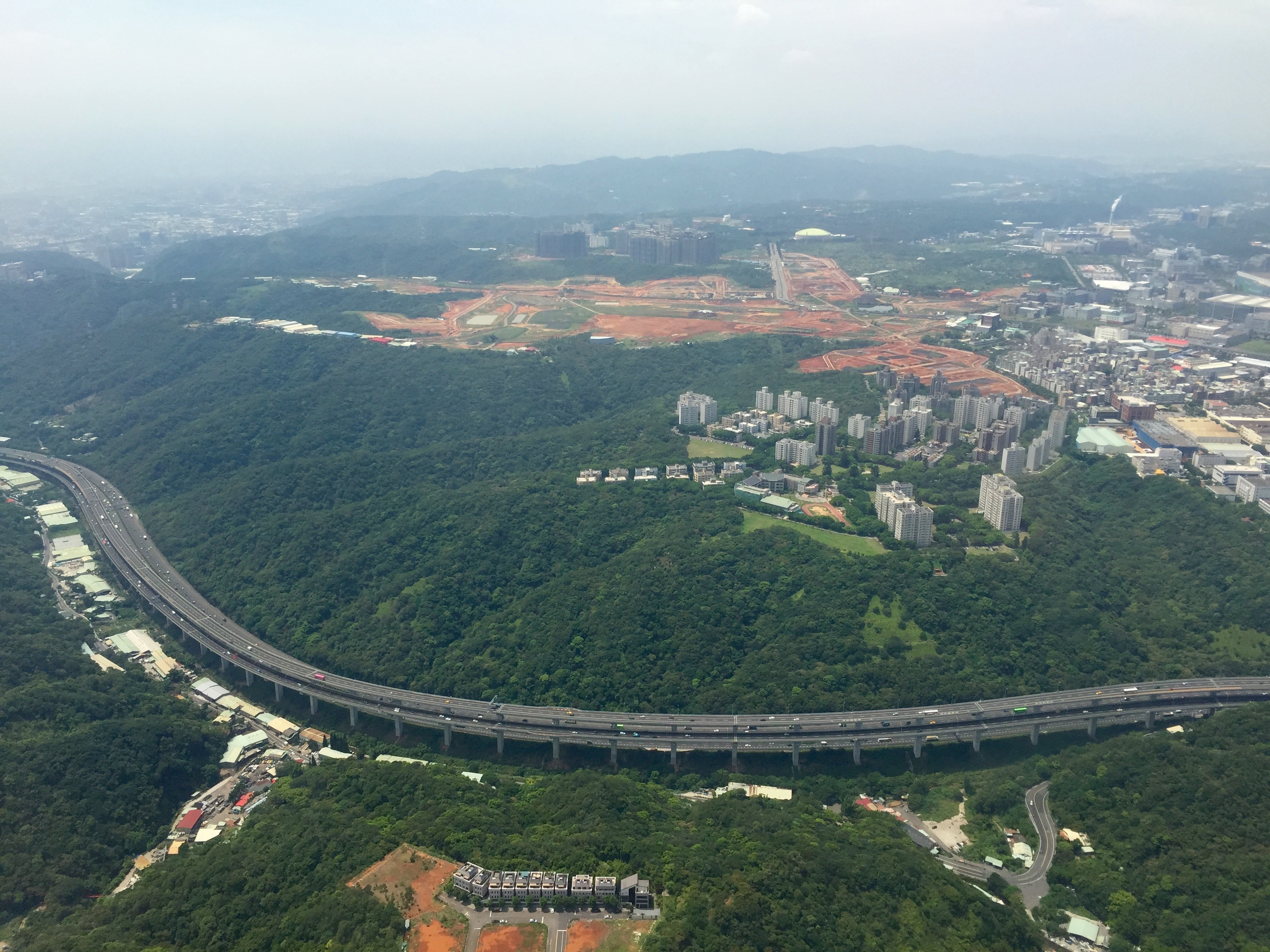
五楊高架泰山段空拍

## 計畫目標
1. 消除現況交通瓶頸。
2. 配合臺北桃園地區未來發展需求，提供國道完全服務。
3. 擴大汐五高架道路服務績效，恢復五楊段城際運輸功能。
4. 建構高乘載車輛之運輸環境，達到永續、均衡、關懷目標。

## 計畫內容
1. 計畫路線：路線北銜汐五高架，南止於楊梅收費站北端，全長約39公里，其中路堤路塹段長約6.3公里，橋梁段長約31.7公里。
2. 車道配置：起點至泰山轉接道間及中壢戰備道以南至終點路段為雙向各2車道，餘泰山轉接道至中壢戰備道間則採雙向各3車道配置。
3. 設計速率
  1. 起點至林口路段（中山高里程約32公里至47公里）間：100公里每小時（鄉區丘陵區一級路）。
  2. 林口路段至終點（中山高里程約47公里至70公里）間：100公里每小時（鄉區平原區二級路）。
4. 交流道或匝道配置
  1. 設置西向匝道銜接國道2號，服務往來桃園機場車流。
  2. 於泰山收費站、中壢戰備道路段設置轉接道，提供「中山高」與「拓寬段間」車流轉換。
  3. 改善中山高桃園交流道，設置集散道路銜接中正路，以分散車流（無銜接五楊高架）。
5. 分標計畫：本計畫施工分標原則以工程特性、交通維持、工程規模及工期等因素考量劃分，共分為12個施工標。

## 行車注意事項
1. 北接汐五高架，南至楊梅收費站北側，於泰山（僅南入北出）及中壢設置轉接道與國道一號平面銜接，全線禁行大貨車。
2. 僅提供往返國道二號臺灣桃園國際機場方向之服務；往國道二號鶯歌系統方向車輛仍須行經原國道1號平面道路前往，無法經由該高架道路前往（亦無連接國道1號及臺66平鎮系統交流道）。
3. 高乘載專用車道（HOV）設置於泰山至中壢轉接道路段（3車道）之內側車道，僅供大客車、計程車及3人以上小型車通行，一般車輛需行駛外側2車道。
4. 當風速高的時候（例如颱風天）高速公路駕駛人應減速行駛；瞬間風速達到10級風以上時，此高架道路會暫時封閉，用路人改用原中山高平面路段。
5. 由於高架道路車速快、積水排除慢，且因為變換車道不當與轉接道較為複雜的錯誤駕駛行為，五楊開通後發生事故較多，公路局建議駕駛應充分規劃路程[7]。

## 交流道
| 國道一號五股楊梅高架道路路線設施里程一覽表 |      |            |                                                                       |                                                          |            |                                                      |                                                                                        |                                   |
| 標誌                                       | 里程 | 名稱       | 順樁預告                                                              | 逆樁預告                                                 | 形式       | 通車日                                               | 銜接道路 →聯絡地區                                                                     |                                   |
| （上接汐止五股高架道路）                   |      |            |                                                                       |                                                          |            |                                                      |                                                                                        |                                   |
| 32                                         | 32.6 | 五股轉接道 | 林口（平面） 新莊 五股（平面出口） 桃園機場 中壢（高架） 高架道路起點 | （僅南出北入） 高架道路終點                              | 分叉轉換式 | 2013年4月20日                                        | Module:Jct第187行Lua错误：bad argument #2 to 'format' (string expected, got table)主線 |                                   |
| 35                                         | 35.8 | 泰山轉接道 | （僅北出南入）                                                        | 五股（平面） 環河北路（高架）                            | 分叉轉換式 | 2013年4月20日                                        | Module:Jct第187行Lua错误：bad argument #2 to 'format' (string expected, got table)主線 |                                   |
| 36－39                                     |      |            |                                                                       |                                                          |            |                                                      |                                                                                        |                                   |
|                                            | 49   | 桃園       |                                                                       |                                                          | 匝道       | 未定                                                 | 台4線（僅北入）、桃17線（僅北入）                                                      | 台4線（僅北入）、桃17線（僅北入） |
| 52                                         | 52.7 | 機場系統   | 蘆竹 桃園機場                                                         | 桃園機場 蘆竹                                            | 單葉型     | 2013年4月20日                                        | Module:Jct第187行Lua错误：bad argument #2 to 'format' (string expected, got table)     |                                   |
| 59                                         | 59.7 | 中壢轉接道 | 快速公路 中壢（平面） 湖口 楊梅（高架）                               | 桃園 高速公路 中壢（平面） 桃園機場 五股（高架）         | 匝道       | 2012年12月16日（北出南入） 2013年4月20日（南出北入） | Module:Jct第187行Lua错误：bad argument #2 to 'format' (string expected, got table)主線 |                                   |
|                                            | 60.3 | 中豐       |                                                                       |                                                          | 半套單葉型 | 預計2025年                                           | 市道113號 · →中壢區、大園區                                                            | 市道113號 · →中壢區、大園區       |
| 70                                         | 70.0 | 校前路     | 龍潭 楊梅                                                             | （僅南出北入）                                           | 半套鑽石型 | 2017年10月20日                                       | 桃67線 · →楊梅區、龍潭區                                                               |                                   |
| 71                                         | 71.0 | 楊梅端     | 高架道路終點                                                          | 中壢 快速公路（平面） 中壢 桃園機場（高架） 高架道路起點 | 匝道       | 2012年12月16日                                       | Module:Jct第187行Lua错误：bad argument #2 to 'format' (string expected, got table)主線 |                                   |
|                                            | 71.0 | 楊梅轉接道 |                                                                       |                                                          | 匝道       | 2027年（南下） 2030年（北上）                        | 中山高速公路主線                                                                       | 中山高速公路主線                  |
| 71.4 休息站 僅南下設置                     |      |            |                                                                       |                                                          |            |                                                      |                                                                                        |                                   |
| （下接楊梅頭份高架道路）                   |      |            |                                                                       |                                                          |            |                                                      |                                                                                        |                                   |
|                                            |      |            |                                                                       |                                                          |            |                                                      |                                                                                        |                                   |

## 相關資訊
- 車道數：
  - 五股轉接道至泰山轉接道：雙向各二車道
  - 泰山轉接道至中壢轉接道：雙向各三車道
  - 中壢轉接道至楊梅端：雙向各二車道
- 匝道：
  - 泰山轉接道：位於已廢止的泰山收費站南側，提供北上高架段南下平面段轉換
  - 機場系統交流道：位於國道二號交叉處，供國道二號機場方向與高架道車輛上下
  - 中壢轉接道：位於已解編之平面中壢戰備道段，即匝道以北三車道、以南二車道，供平面段與高架道車輛上下
  - 交流道：楊梅區校前路交流道
- 收費站：全線實施電子計程收費(早期人工收費需走泰山收費站，高架橋部分僅提供ETC收費，一般車輛需走平面段）
- 服務區：無
- 興建單位：交通部臺灣區國道新建工程局

1. 981-C904B 國道1號五股至楊梅段拓寬工程計畫第C904B標林口龜山段南下線工程 遠揚營造工程股份有限公司 南下39+737~45KM+000
2. 981-C904A 國道1號五股至楊梅段拓寬工程計畫第C904A標林口龜山段北上線工程 聯鋼營造工程股份有限公司 北上39K+781~40K+267
3. 981-C905  國道1號五股至楊梅段拓寬工程計畫第C905標龜山桃園段北上線及桃園交流道改善工程 遠揚營造工程股份有限公司 北上45K+000~50K+743
4. 981-C908  國道1號五股至楊梅段拓寬工程計畫第C908標蘆竹中壢段北上線及內壢交流道改善工程 遠揚營造工程股份有限公司 北上52K+943~59K+005
5. 981-C901  國道1號五股至楊梅段拓寬工程計畫第C901標五股泰山段北上線工程 春原營造股份有限公司 北上30K+419~36K+926
6. 981-C902  國道1號五股至楊梅段拓寬工程計畫第C902標五股泰山段南下線工程 新亞建設開發股份有限公司 南下31K+330~36K+880
7. 981-C903  國道1號五股至楊梅段拓寬工程第C903標泰山林口段工程 榮工工程股份有限公司  北上36K+926~39K+781南下36K+880~39K+737
8. 981-C907  國道1號五股至楊梅段拓寬工程計畫第C907標桃園蘆竹段及機場系統交流道工程 國登營造股份有限公司 北上50K+743~52K+943 南下50K+970~53K+315
9. 981-C906  國道1號五股至楊梅段拓寬工程計畫第C906標龜山桃園段南下線及桃園交流道改善工程 根基營造股份有限公司 南下45K+000~50K+970
10. 981-C909  國道1號五股至楊梅段拓寬工程計畫第C909標蘆竹中壢段南下線工程 榮工工程股份有限公司 南下53K+315~58K+990
11. 981-C910  國道1號五股至楊梅段拓寬工程計畫第C910標中壢楊梅段北上線工程 大陸工程股份有限公司 北上59K+031~71K+057
12. 981-C911  國道1號五股至楊梅段拓寬工程計畫第C911標中壢楊梅段南下線工程 皇昌營造股份有限公司 南下58K+990~71K+022

- 管理維護單位：交通部高速公路局
- 交通執法單位：內政部警政署國道公路警察局

## 歷史
2005年
- 4月，完成可行性研究及環境影響說明書。
- 7月26日，環境影響說明書經環保署環評委員會第133次會議認定「不應開發」。

2006年
- 8月25日，交通部臺灣區國道高速公路局再送五楊高架「替代方案環境影響說明書」給行政院環境保護署再行審查。
- 10月24日，行政院環境保護署召開五楊高架替代方案第一次認定會議，審查結果請交通部臺灣區國道高速公路局再次補充完整資料。
- 11月16日及12月28日，交通部臺灣區國道高速公路局依行政院院長蘇貞昌及第一次認定會議所指示的，及第二次邀集相關單位召開協調會議討論補充資料之內容。

2007年
- 2月5日，送交補充報告再度請行政院環境保護署二次審查。
- 3月2日，行政院環境保護署召開五楊高架替代方案第二次認定會議，結論仍然請交通部臺灣區國道高速公路局補充完整資料後再度請行政院環境保護署審議。
- 7月2日，進行第三次認定，交通部臺灣區國道高速公路局這次以本案原審查認定，開發理由不牴觸第二次認定會議結論及相關說明，第三次再度送交行政院環境保護署進行第三次認定環評。
- 11月12日，行政院環境保護署環評委員到五楊高架現場會勘。
- 11月23日，召開專案小組會議審查是否通過環評。

2008年
- 6月9日，行政院環境保護署環境評估大會還是依據初審小組建議，有條件通過「國道1號五股至楊梅段拓寬工程計畫」環評案。

2009年
- 2月4日，交通部指示由交通部台灣區國道新建工程局接辦，並以2009年2月9日為業務移交基準日。
- 4月27日，工程規劃報告奉交通部同意核備。
- 5月，非優先路段（五股林口段、林口中壢段）展開工程設計。
- 5月5日，本計畫所經桃園縣5個都市計畫變更案經內政部都市計畫委員會審議通過。
- 5月21日至5月26日，辦理本計畫所經各鄉鎮市非都市用地協議購會。
- 5月26日，辦理本計畫環境影響評估公開說明會。
- 6月12日至6月26日，辦理本計畫所經各鄉鎮市都市用地協議購會。
- 7月，完成優先路段（中壢楊梅段）初步設計。
- 11月21日，五楊高架動工，造價新台幣882億元。

2012年
- 12月16日16時，中壢轉接道至楊梅端通車，但因校前路匝道尚未核定無法施工，目前無法進入楊梅市。

2013年
- 3月，民眾向立委管碧玲國會辦公室檢舉，國道一號五楊高架工程鋼筋裸露問題嚴重，經辦公室派人前往現場實地查證，發現檢舉人所說的是事實，大概在前後約一公里的範圍內（C九〇七標），至少找到8處有施工瑕疵，她認為這是工程趕工所造成的問題，「所以草率通車是絕對萬萬不可」[11]。
- 4月20日，五股轉接道至中壢轉接道通車，五股楊梅高架橋全線通車。
- 7月12日，蘇力颱風為北部帶來12級強陣風，高速公路局12日晚間11點起，封閉國道一號五楊高架道路，是國道有史以來首度因颱風預警封路。
- 8月22日，平面路段發生路面柏油裂開的現象，裂縫一共有三處，其中最嚴重的裂縫長30公尺、寬2公分，後經調查係地下排水系統不足，已由國工局增加水平排水管及集水井改善。

2017年
- 10月20日：五楊高架校前路交流道，於晚上8點開放通車。

2021年
- 12月25日，楊梅休息站正式啟用。

## 預定時程
- 2025年，中壢區中豐交流道啟用。

## 外部連結
- 交通部高速公路局（页面存档备份，存于）
- 交通部臺灣區國道新建工程局Archive.today的存檔，存档日期2012-12-22
- 國道1號五股至楊梅段拓寬工程計畫(國工局)Archive.today的存檔，存档日期2012-12-22
- 國道1號五股至楊梅段拓寬工程計畫-施工進度(國工局)Archive.today的存檔，存档日期2012-07-14
- OpenStreetMap上有關五股楊梅高架道路的地理